# Randbøl Sogn
Randbøl Sogn er et sogn i Grene Provsti (Ribe Stift).
Randbøl Sogn blev i 1679 anneks til Nørup Sogn, men blev i 1874 igen et selvstændigt pastorat. Begge sogne hørte til Tørrild Herred i Vejle Amt. I slutningen af 1800-tallet var de hver sin sognekommune. Ved kommunalreformen i 1970 blev både Nørup og Randbøl indlemmet i Egtved Kommune, der ved strukturreformen i 2007 indgik i Vejle Kommune.
I Randbøl Sogn ligger Randbøl Kirke. På kirkegården findes den store Kong Rans Høj, om hvis oprindelse der findes forskellige fortællinger.
I sognet findes følgende autoriserede stednavne:
- Bindeballe (bebyggelse, ejerlav)
- Daldover (bebyggelse, ejerlav)
- Frederikshåb (bebyggelse, ejerlav)
- Hofmansfeld (bebyggelse, ejerlav)
- Hofmanslyst (bebyggelse)
- Randbøl (bebyggelse, ejerlav)
- Randbøldal (bebyggelse)
- Vandel (bebyggelse, ejerlav)